# Łukasz Żok
Łukasz Żok (* 17. Mai 2001) ist ein polnischer Leichtathlet, der sich auf den Sprint spezialisiert hat.

## Sportliche Laufbahn
Erste Erfahrungen bei internationalen Meisterschaften sammelte Łukasz Żok bei den World Athletics Relays 2021 in Chorzów, bei denen er mit der polnischen 4-mal-200-Meter-Staffel disqualifiziert wurde. Anschließend belegte er bei den U23-Europameisterschaften in Tallinn in 20,95 s den siebten Platz im 200-Meter-Lauf und gelangte mit der 4-mal-100-Meter-Staffel mit 39,67 s auf den vierten Platz. Im Jahr darauf erreichte er bei den Europameisterschaften in München das Halbfinale über 200 Meter und schied dort mit 20,93 s aus. 2023 klassierte er sich bei den U23-Europameisterschaften in Espoo mit 21,05 s auf den sechsten Platz und gewann mit der Staffel in 39,06 s die Bronzemedaille hinter den Teams aus Italien und Frankreich. Zuvor wurde er bei der 1. Liga der Team-Europameisterschaft im Zuge der Europaspiele in Chorzów in 38,94 s Fünfter im Staffelbewerb. Im August schied er bei den World University Games in Chengdu mit 20,75 s im Semifinale über 200 Meter aus und belegte mit der Staffel in 38,96 s den sechsten Platz. Kurz kam er bei den Weltmeisterschaften in Budapest im Vorlauf der 4-mal-100-Meter-Staffel nicht ins Ziel. Bei den World Athletics Relays 2024 in Nassau wurde er in 38,86 s Fünfter im A-Lauf in der 2. Qualifikationsrunde über 4-mal 100 Meter für die Olympischen Spiele in Paris und verpasste damit eine Direktqualifikation. Anschließend schied er bei den Europameisterschaften in Rom mit 20,97 s im Vorlauf über 200 Meter aus und kam mit der Staffel im Finale nicht ins Ziel. 
Bei den World University Games in Bochum schied er mit 21,18 s im Halbfinale über 200 Meter aus und belegte mit der 4-mal-100-Meter-Staffel in 39,81 s den siebten Platz.
In den Jahren 2022 und 2023 wurde Żok polnischer Meister im 200-Meter-Lauf im Freien sowie 2022 und 2024 in der Halle.

## Persönliche Bestzeiten
- 100 Meter: 10,39 s (−0,1 m/s), 4. Juni 2023 in Chorzów
  - 60 Meter (Halle): 6,68 s, 26. Januar 2025 in Toruń
- 200 Meter: 20,65 s (+1,0 m/s), 28. Juni 2024 in Bydgoszcz
  - 200 Meter (Halle): 20,68 s, 6. März 2022 in Toruń